# Laposorrú Ketil
Ketil, akinek a gúnyneve Laposorrú volt, egy norvég vezér volt a 850-es években. Apja Bjorn (vagy Bjarni) Buna volt. Ő birtokolta az ország északi részét. Tudósok uralkodásának helye, beceneve és apjának nem-norsz neve alapján legalább részben számik.
A 850-es években Ketil befolyásos viking vezér volt. Meghódította a Hebridákat és a Man-szigetet. Néhány forrás Sudrey királyaként hivatkozik rá, de kevés esélye van, hogy ő maga viselte volna ezt a címet. A norvég király bízta meg ezeknek a szigeteknek a vezetésével, de ő nem fizette meg a járó díjat I. Haraldnak, ezért családjával együtt Izlandra kellett menekülnie.
Ketil lánya, Bölcs Aud hozzáment Dublin királyához, Fehér Olafhoz. Fiuk, Vörös Horstein, gyorsan meghódította a mai Skócia nagy részét, mielőtt egy csatában megölték volna. Aud és a nagycsalád több tagja Izland Laxdael régiójában telepedett le.